# Tetrahedral molekylær geometri
Tetrahedral molekylær geometri eller tetraederstruktur er en struktur i kemien som har form som et tetraeder. Et centralt atom i midten er omgivet af et molekyle (eller en del af et molekyle), og der foreligger fire atomer rundt dette. Hvis der ikke foreligger andre kræfter, som påvirker deres positioner omkring centeratomet, vil molekylet få det, som kaldes tetraeder-struktur, og de fire atomer vil have en vinkel på omkring 109.5° i forhold til hinanden.
Vinkelen i tetraeder-strukturen er central inden for kemiens elektrongeometri, og kaldes tetraeder-vinkelen. Tetraeder-vinkelens nøjagtige værdi udregnes fra cos-1 (-1/3).

## Eksempel
Et enkelt molekyle, som vil få en sådan struktur, er metan (CH4). Der er i det nævnte molekyle et carbonatom i midten, og fire hydrogenatomer som yderpunkter.